# Metropolitan Man
Metropolitan Man è l'ottavo album in studio di Alan Price, uscito nel 1975 per la Polydor.

## Descrizione
L'ex membro degli Animals, fino al 1974, era sotto contratto con la Warner Music Group. Il suddetto lavoro è stato il primo ad essere prodotto dalla Polydor.
Price, nella sua carriera solista, si era accostato alla corrente folk. Metropolitan Man è stato, invece, il primo disco ad allontanarsi dal genere del cantautorato, puntando più sul rock commerciale in voga.
Il singolo Papers venne usato come tema principale per la serie tv Hot Metal, in onda su ITV.

## Accoglienza
| Recensione | Giudizio |
| ---------- | -------- |
| AllMusic   |          |
| RYM        |          |

Sui principali siti specializzati in campo musicale, le recensioni sono generalmente negative. Rispetto ai precedenti lavori, utenti e critici sostengono un evidente cambiamento di genere da parte di Alan Price, dovuto, probabilmente, ad accordi con l'etichetta discografica e al rinnovamento di immagine dell'artista.

## Tracce
1. Papers
2. Fools Gold
3. Nobody Can
4. A Little Inch
5. Changing Partners
6. Mama Divine
7. Too Many People
8. Keep On Rollin
9. It's Not Easy
10. Sweet P
11. Drinkers Curse

## Formazione
- Alan Price: voce, produzione, pianoforte, organo
- Kenny Baker, Kenny Wheeler: tromba
- Graham Smith: violino, armonica
- Barry Morgan: percussioni, batteria
- Alan Parker: chitarra